# Front Popular Democràtic de Tripura
El Front Popular Democràtic de Tripura (Tripura People's Democratic Front) és un partit polític de Tripura, branca política de la Força dels Tigres de Tripura (All Tripura Tiger Force, ATTF). La seva bandera és verda amb l'escut tradicional de Tripura amb vermell al centre.